# Francisco Sarabia, Puebla
Francisco Sarabia är en ort i Mexiko.   Den ligger i kommunen Ocoyucan och delstaten Puebla, i den sydöstra delen av landet, 100 km sydost om huvudstaden Mexico City. Francisco Sarabia ligger 2 136 meter över havet och antalet invånare är 1 294.
Terrängen runt Francisco Sarabia är platt åt nordost, men åt sydväst är den kuperad. Runt Francisco Sarabia är det tätbefolkat, med 683 invånare per kvadratkilometer. Närmaste större samhälle är Puebla de Zaragoza, 14,2 km nordost om Francisco Sarabia. Trakten runt Francisco Sarabia består till största delen av jordbruksmark.